# Магнолия (город, Миннесота)
Магнолия (англ. Magnolia) — город в округе Рок, штат Миннесота, США. На площади 2,7 км² (2,7 км² — суша, водоёмов нет), согласно переписи 2002 года, проживают 221 человек. Плотность населения составляет 83,2 чел./км².
- Телефонный код города — 507
- Почтовый индекс — 56158
- FIPS-код города — 27-39338[1]
- GNIS-идентификатор — 0647376[2]